# Dälek
Dälek – grupa hiphopowa pochodząca z Newark (New Jersey, USA). W jej skład wchodzą: MC Dälek (Will Brooks) – teksty i produkcja, The Oktopus (Alap Momin) – produkcja, i Still (Hsi-Chang Lin) – turntablizm.
Dälek (nazwa pochodzi od dialect (ang.) – dialekt) reprezentuje współczesny nurt innowacyjnego hip-hopu, razem z zespołami takimi jak Antipop Consortium czy cLOUDDEAD. Muzyka Däleka jest mroczna i intensywna; jej podstawą są mocne beaty, noise, i rap. Beaty są old-schoolowe, a produkcja stroni od efekciarstwa; jest szorstka i bezpośrednia.
Dälek nawiązuje do tradycji zaangażowanych politycznie zespołów hip-hopowych takich jak Public Enemy, Company Flow, czy Boogie Down Productions. Teksty grupy często odnoszą się do problemów społecznych. Tak jak w muzyce Public Enemy, w kawałkach Däleka ważny jest noise. Sample i dźwięki – wbrew konwencji hiphopowej – nie pochodzą z funku czy soulu, lecz często przypominają eksperymentalną muzykę elektroniczną. Dälek wprowadza też inne nurty muzyczne do swoich kawałków; takich jak rock, jazz czy muzykę etniczną.
W kawałkach Däleka często jest wyrażana rozpacz i bezsilność człowieka wobec sił go przerastających – polityki, ekonomii, mediów. Krytykowany jest również stan w którym się znajduje muzyka popularna, w szczególności jałowość współczesnego komercyjnego hip-hopu.
Dälek nawiązał szereg współprac z muzykami działającymi w różnych nurtach muzycznych. Grupa odbyła tournée z rockowymi zespołami takimi jak The Melvins czy Isis, tymczasem również grając koncerty z legendami hip-hopu Prince'em Paulem i De La Soul. Grali też z DJ Spooky, The Rye Coalition, grind-corowym zespołem The Dillinger Escape Plan, i z hiphopowymi zespołami The Pharcyde i The Roots. Nagrali płytę z grupą krautrockową Faust, i singel z piosenkarką country Laurą Minor. Współpracowali z przedstawicielami muzyki elektronicznej: z Kid606 oraz z Techno Animal.
Debiutem Däleka jest płyta Necro Negro Nekros, wydana w roku 1998 na wytwórni płytowej Gern Blandsten. Po wydaniu płyty zespół odbył długi tournée, koncentrując się na wschodnim wybrzeżu USA – co jest nietypowe dla zespołów hiphopowych. Następnie grupa przeniosła się na niezależną wytwórnię płytową Mike’a Pattona, Ipecac Recordings. W roku 2002 wychodzi płyta From Filthy Tongues of Gods and Griots, która rozszerzyła brzmienie zespołu. Jej następnik, wydany w 2005 Absence, jest najbardziej mroczną i przytłaczającą płytą Däleka, na której są po raz pierwszy kawałki ambientowe.

## Zespół w Polsce
W dniu 27 października 2007 roku Dälek u boku The Young Gods wystąpił w warszawskiej Progresji, natomiast 10 i 11 listopada 2009 r. zagrał kolejno w Warszawie, w klubie Proxima i wrocławskim Firleju.

## Dyskografia

### Albumy
- Necro Negro Nekros (Glen Blandsten, 1998)
- From Filthy Tongues of Gods And Griots (Ipecac, 2002)
- Faust vs. Dälek: Derbe Respect Adler (Staubgold, 2005)
- Absence (Ipecac, 2005)
- Abandoned Language (Ipecac, 2007)
- Deadverse Massive vol.1 Dälek Rarities 1999-2006 (Hydra Head, 2007)
- Gutter Tactics (Ipecac, 2009)
- Untitled (Latitudes, 2010)
- Asphalt for Eden (Profound Lore Records, 2016)

### EP, 12”, single
- Dälek & Techno Animal: Megaton (Matador, 2000)
- Kid606 vs Dälek: Ruin It (Tigerbeat6, 2002)
- Dälek vs Velma: Desolate Peasants/Rouge (Namseiko, 2003)

### Edycje Limitowane
- Dälek vs Dälek
- Zu Remix (Ad Noiseam, 2002)
- Streets All Amped (Ad Noiseam, 2006)